# Ciudad Antigua
Ciudad Antigua é um município da Nicarágua, situado no departamento de Nueva Segovia. Tem 105 km² de área e sua população em 2020 foi estimada em 6.721 habitantes.